# Phragmidium griseum
Phragmidium griseum är en svampart som beskrevs av Dietel 1903. Phragmidium griseum ingår i släktet Phragmidium och familjen Phragmidiaceae.   Inga underarter finns listade i Catalogue of Life.